# 陳鍊
陳鍊（15世紀—16世紀），字汝堅，湖廣德安府應城縣人，明朝政治人物。

## 生平
陳鍊個性孝順，而且懂得醫學，是永樂貢生、夔州知府陳坦之孫，弘治十一年（1498年）中舉人，因為母親年老不出仕，母親逝世服闋，在親友勸說下才前往謁選，授儋州同知，改任蘇州通判，之後辭官回鄉，大學士蔣冕在朝廷得知，寫信勸止他但失敗，在家鄉他以禮讓教育子孫，縣人推崇為厚德之門。
陳鍊的長孫陳德驥為歲貢、陝州學正，次孫陳德騄為嘉靖三十二年進士、大名府同知，幼孫陳德駿則是嘉靖十九年舉人、銅梁縣知縣；曾孫陳容淳是萬曆十四年進士、給事中。

## 引用
1. 1 2  雍正《應城縣志·卷九·人物上》：陳鍊，字汝堅，夔守坦之孫，弘治戊午鄕薦，性醇朴孝謹通醫藥，以母老侍養不仕，母卒服闋，親黨勸駕乃謁選得儋州同知，遷蘇州通判乞歸，大學士蔣冕在政府，遺書止之不聽遂歸，以禮讓教子孫，長孫德驥歲貢，旌德教諭，遷陝州學正；仲孫德騄自有傳；季孫德駿嘉靖庚子舉人，銅梁令；德駿子容淳萬曆丙戌進士，陳族最蕃，鍊專以篤行訓於家，邑人推為厚德之門。
2. ↑  光緒《德安府志·卷十三·人物一》：陳鍊，字汝堅，應城人，夔州知府坦孫也，宏治戊午鄉薦，性樸厚孝謹通醫藥，以母老侍養不仕，母卒服闋，親黨敦勸乃謁選，得儋州同知，遷蘇州通判乞歸，其壻大學士蔣冕在政府，遺書止之不聽。居家厚於宗族，以禮讓教子孫，孫德駿嘉靖庚子舉人，銅梁知縣，德騄嘉靖癸丑進士，累官大名府同知，別有傳，德驥歲貢，陝州學正，曾孫容純【淳】萬厯丙戌進士，官給事中；陳族最蕃，鍊專以篤行訓於家，邑人推為厚德之門。 應城志